# Rodica Dunca
Rodica Dunca (Baia Mare, 16 maggio 1965) è un'ex ginnasta rumena.

## Palmarès

### Olimpiadi
- 1 medaglia:
  - 1 argento (Mosca 1980 a squadre)

### Mondiali
- 1 medaglia:
  - 1 oro (Fort Worth 1979 a squadre)

### Europei
- 1 medaglia:
  - 1 bronzo (Madrid 1981 nella trave)